# ホワッツ・ニュー (グレイト・ジャズ・トリオのアルバム)
『ホワッツ・ニュー』(What's New) は、アメリカ合衆国のジャズ・ピアニストであるハンク・ジョーンズが率いるザ・グレート・ジャズ・トリオが、メンバーを一新し、またゲスト・ミュージシャンとしてテナー・サックス奏者のテオドロス・エイヴリィを招いて吹き込んだ、1998年のアルバム。
80歳を迎えたジョーンズが、新メンバーに日本人ベーシストの井上陽介を迎えて制作され、日本独自企画盤として、当時のテイチク・レコード傘下のレーベル「ベイブリッジ」からリリースされた

## 収録曲
| #   | タイトル                                                                              | 作詞 | 作曲                                       |
| --- | ------------------------------------------------------------------------------------- | ---- | ------------------------------------------ |
| 1.  | 「ホワッツ・ニュー / What's New?」                                                    |      | ボブ・ハガート                             |
| 2.  | 「マイ・ハート・ウィル・ゴー・オン タイタニック愛のテーマ/ My Heart Will Go On」      |      | ジェームズ・ホーナー、ウィル・ジェニングス |
| 3.  | 「ユード・ビー・ソー・ナイス・トゥ・カム・ホーム / You'd Be So Nice to Come Home To」 |      | コール・ポーター                           |
| 4.  | 「ウェイヴ / Wave」                                                                   |      | アントニオ・カルロス・ジョビン             |
| 5.  | 「スターダスト / Stardust」                                                           |      | ホーギー・カーマイケル                     |
| 6.  | 「ハロー・メリー・クリスマス / Hello, Merry Christmas」                               |      | マイク・ケント (Mike Kent)                 |
| 7.  | 「マイ・ロマンス / My Romance」                                                       |      | リチャード・ロジャース                     |
| 8.  | 「ウェスト・サイド・ワルツ / West Side Waltz」                                        |      | 井上陽介                                   |
| 9.  | 「エンジェル・アイズ / Angel Eyes」                                                   |      | ジョージ・ガーシュウィン                   |
| 10. | 「ホワッツ・ニュー / What's New?」                                                    |      | ボブ・ハガート                             |

## パーソネル
- ザ・グレート・ジャズ・トリオ
  - ハンク・ジョーンズ - ピアノ
  - 井上陽介 - ダブルベース
  - ベン・ライリー -  ドラムス

### ゲスト・ミュージシャン
- テオドロス・エイヴリィ - テナー・サクソフォーン